# SN 2008bh
SN 2008bh – supernowa typu II odkryta 23 marca 2008 roku w galaktyce NGC 2642. W momencie odkrycia miała maksymalną jasność 16,30m.